# Schloss Lierheim
Schloss Lierheim steht in Lierheim, einem Ortsteil der Gemeinde Möttingen im Landkreis Donau-Ries. Reste der alten Burg sind in den nördlichen Grundmauern des Schlosses enthalten. Es befindet sich in Privatbesitz und ist nicht öffentlich zugänglich.

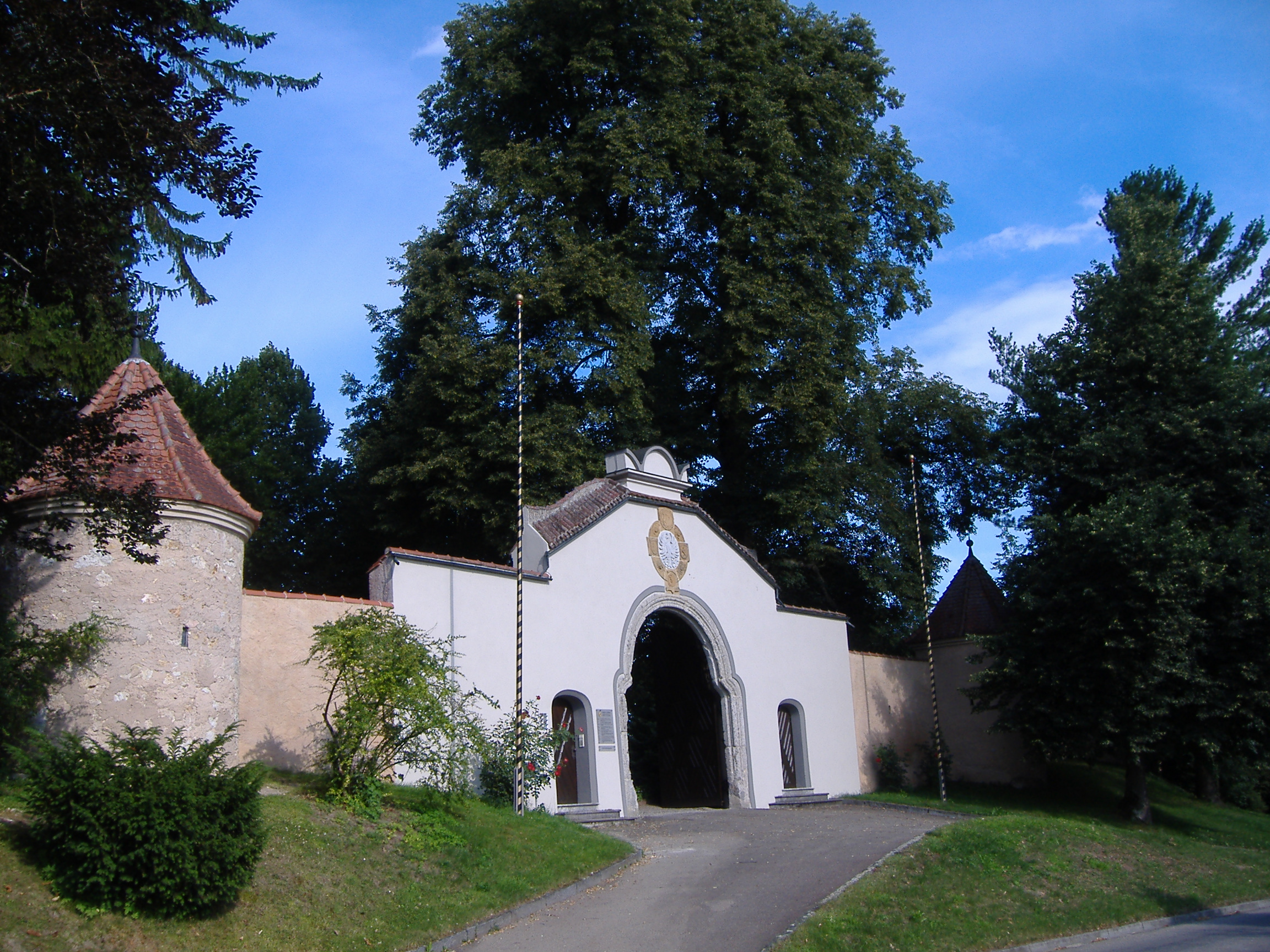
Schlossportal mit Rundtürmen

## Geschichte und Baubeschreibung
Die Edelfreien von Lierheim waren ein altes Rittergeschlecht, das einige hohe kirchliche Würdenträger hervorbrachte. So war beispielsweise von 1071 bis 1086 Otto von Lierheim Gegenbischof in Konstanz, und in Augsburg wurde 1167 Hartwig von Lierheim zum Bischof gewählt. Das Adelsgeschlecht hatte seinen Besitz größtenteils am Unterlauf der Eger im Nördlinger Ries. Zwischen 1381 und 1427 wurde die Herrschaft der Lierheimer nach und nach von den Grafen von Oettingen aufgekauft. Am 25. August 1427 erwarb Graf Ludwig von Oettingen die ruinöse Burg Lierheim. 27 Jahre später veräußerte Graf Wilhelm von Oettingen diese mit allem Zubehör, dazu gehörten auch die Leibeigenen, an Amalie Erckinger von Mittelburg und deren Söhne.
1495 ging das gesamte Areal an die Herren von Hürnheim-Niederhaus-Hochaltingen über, die 1541 Schloss und Dorf an die Reichsstadt Nördlingen veräußerten. Der Nördlinger Werk- und Baumeister Wolfgang Waldberger zeichnete für die Umbauarbeiten der Jahre 1579 bis 1584 verantwortlich. Davon sind der mit Buckelquader erbaute nördliche und der südwestliche Teil noch weitgehend erhalten. Ferner errichtete Waldberger 1606 das östliche Haupttor mit den Wappen derer von Lierheim (die 1568 ausstarben) sowie der Nördlinger Pfleger, Ebersbach, Gundelfinger und Lemp. Genannter erbaute noch von 1612 bis 1614 einen Torturm innerhalb der Brücke, der 1875 abgetragen wurde.
Eine durchgreifende Umgestaltung und bedeutende Erweiterung erfuhr das Schloss in den Jahren 1758 bis 1762 im Auftrag der neuen Besitzer, des Deutschen Ordens. Baumeister war Matthias Binder. Die repräsentativen Wohn- und Amtsräume erhielten prachtvollen, heute noch erhaltenen Deckenstuck. Die Stuckarbeiten schuf vermutlich der Wessobrunner Anton Landes.
1874 kam das Schloss in den Besitz der Familie Meyer; 1971 erwarb die Familie Gerlinger das imposante Gebäude, die es von Grund auf sanieren ließ. Das Schloss und sein Park ist umgeben von einer Ringmauer (die gerade saniert wird) mit Schießscharten und runden Wächtertürmen.

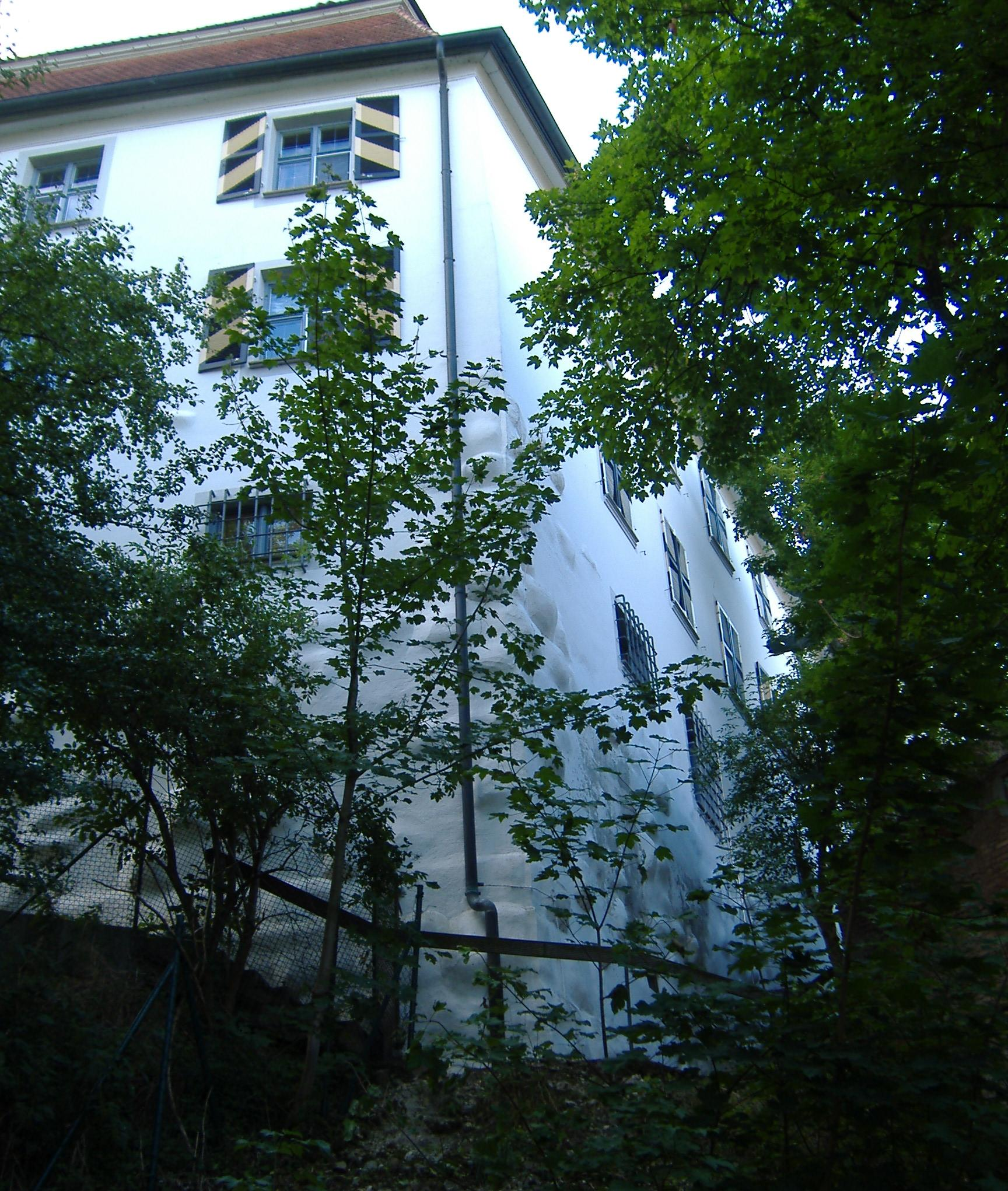
Nordseite des Schlosses
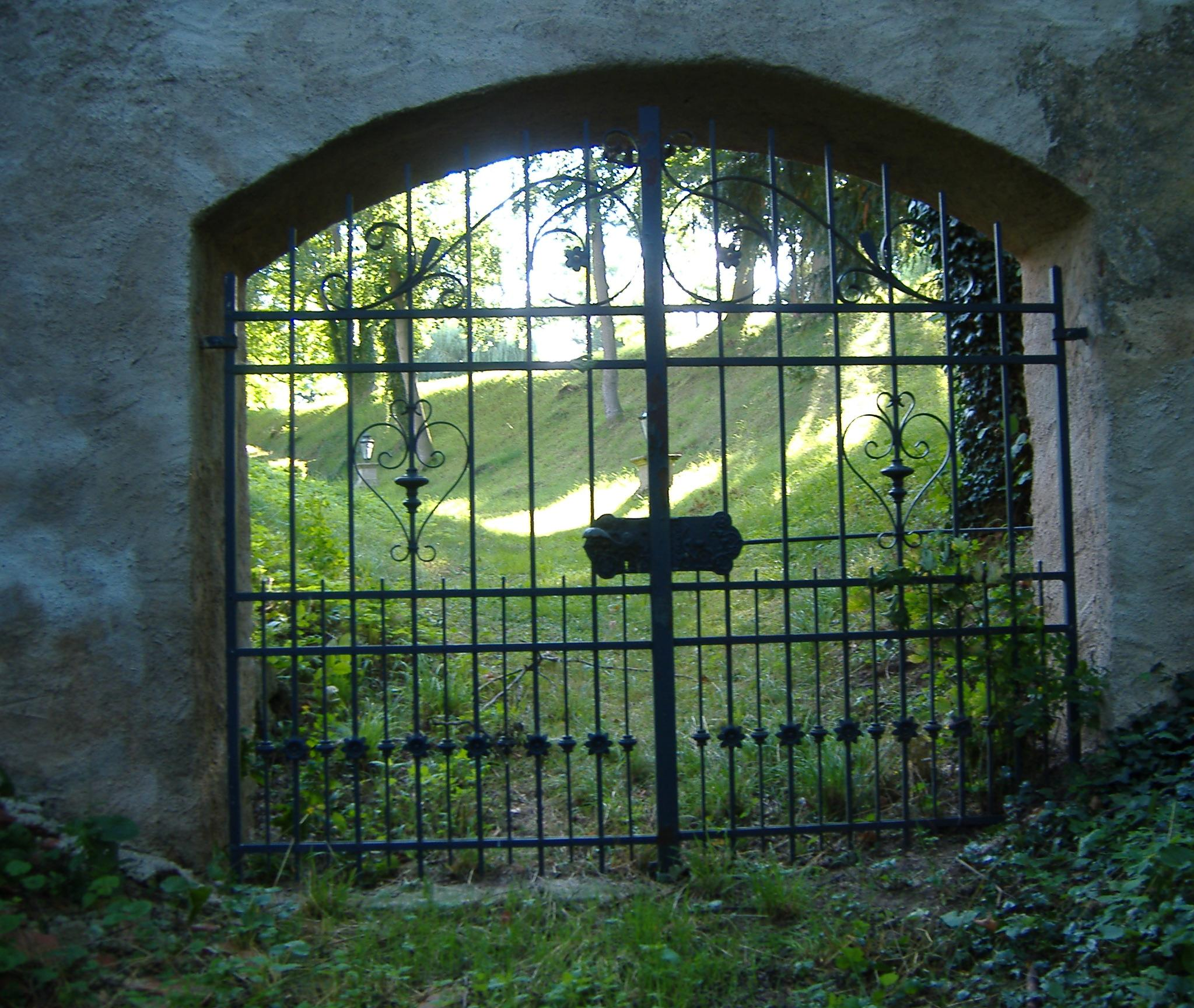
Schlossmauergitter am Schlossgraben
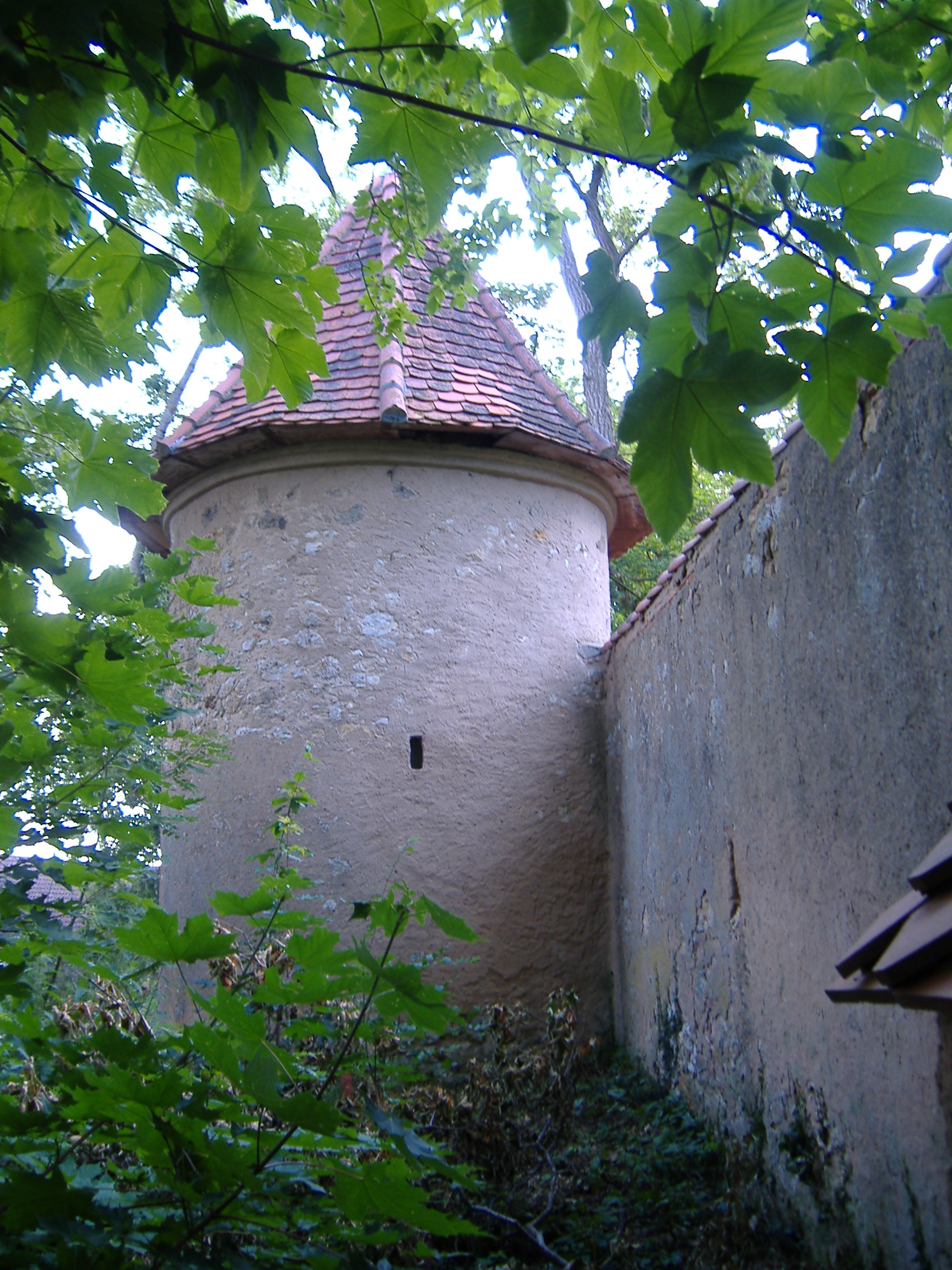
Schlossmauer mit Rundturm
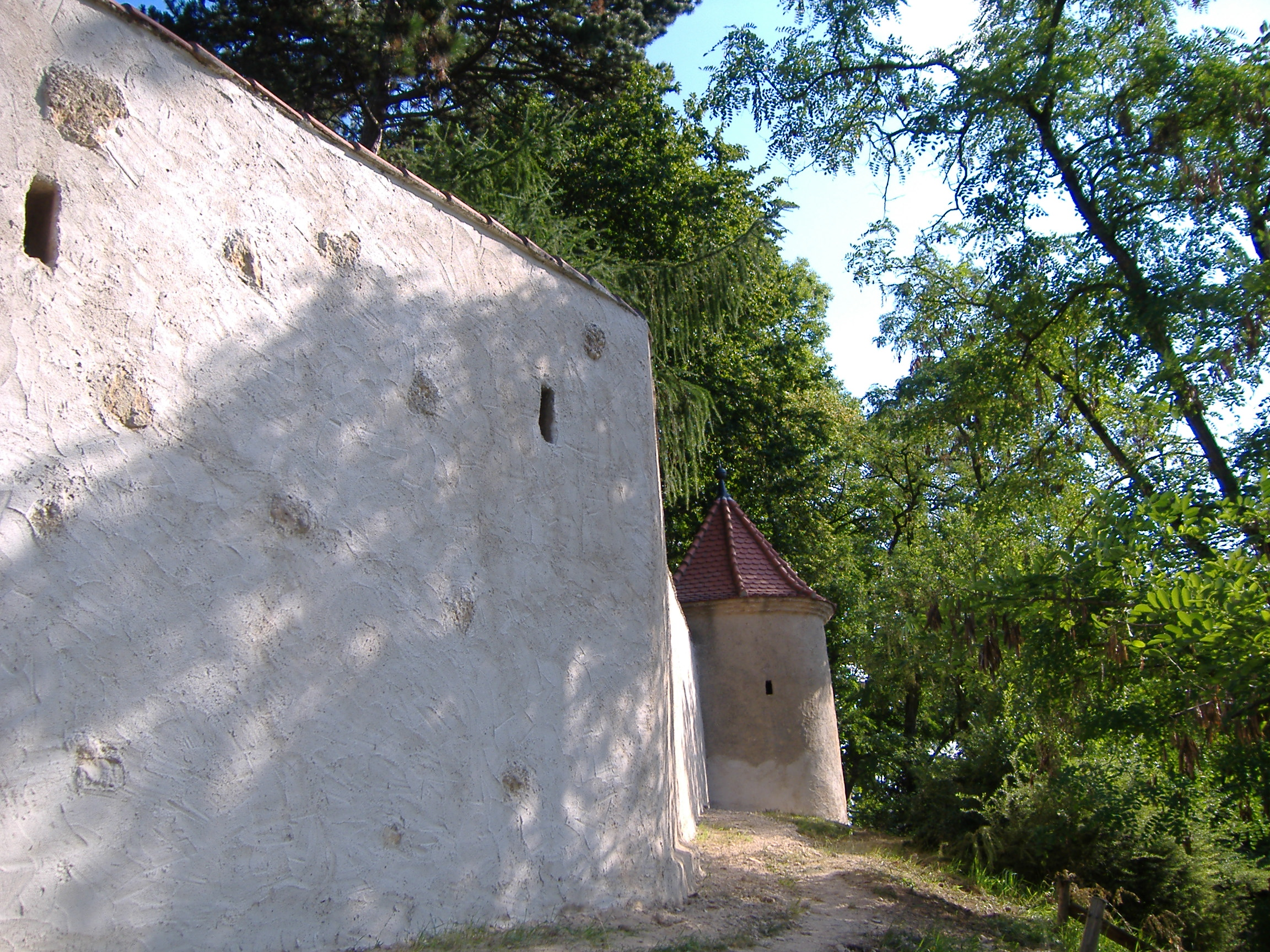
Renovierte Schlossmauer mit Rundturm und Schießscharten
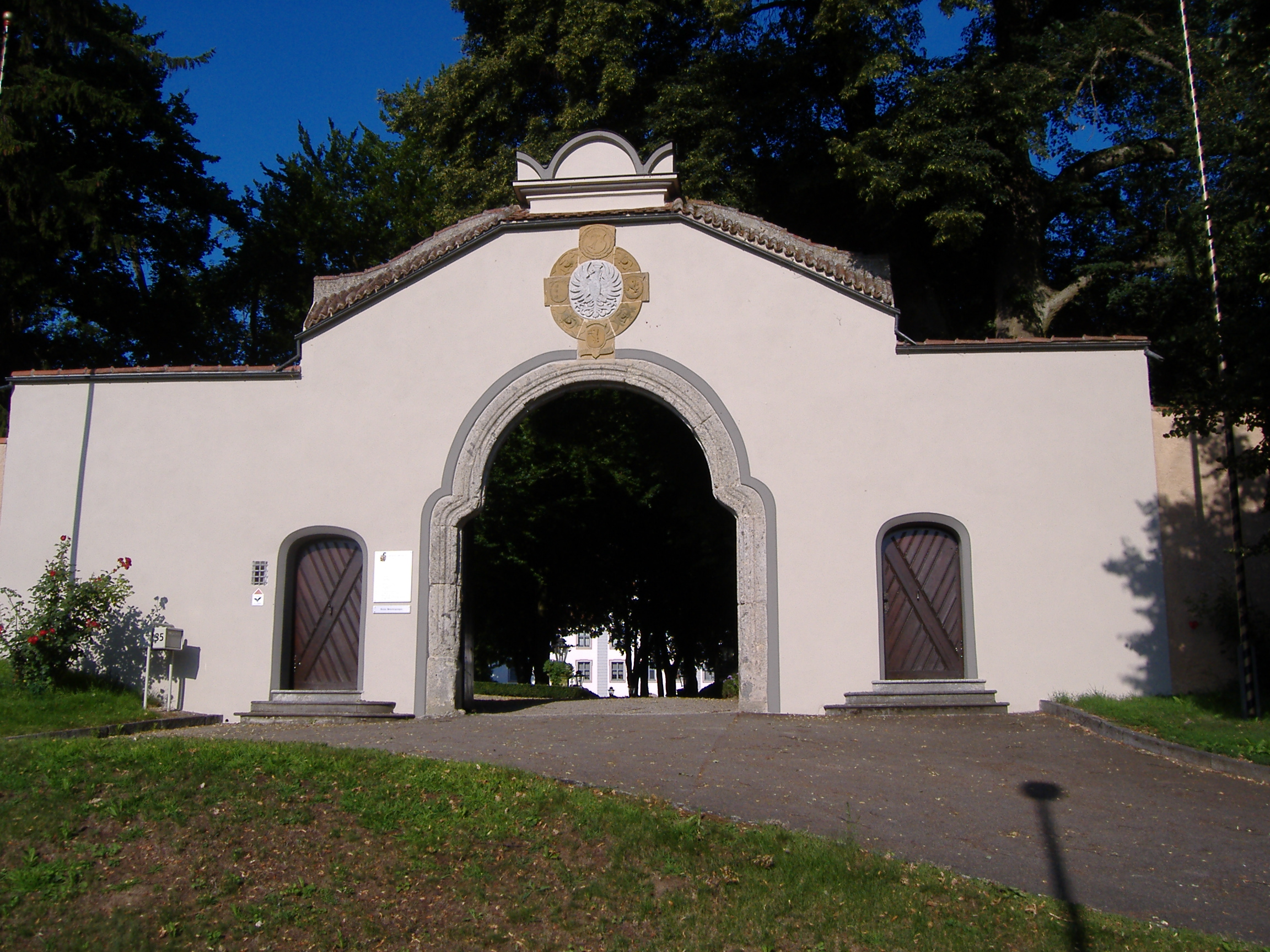
Hauptportal des Schlosses
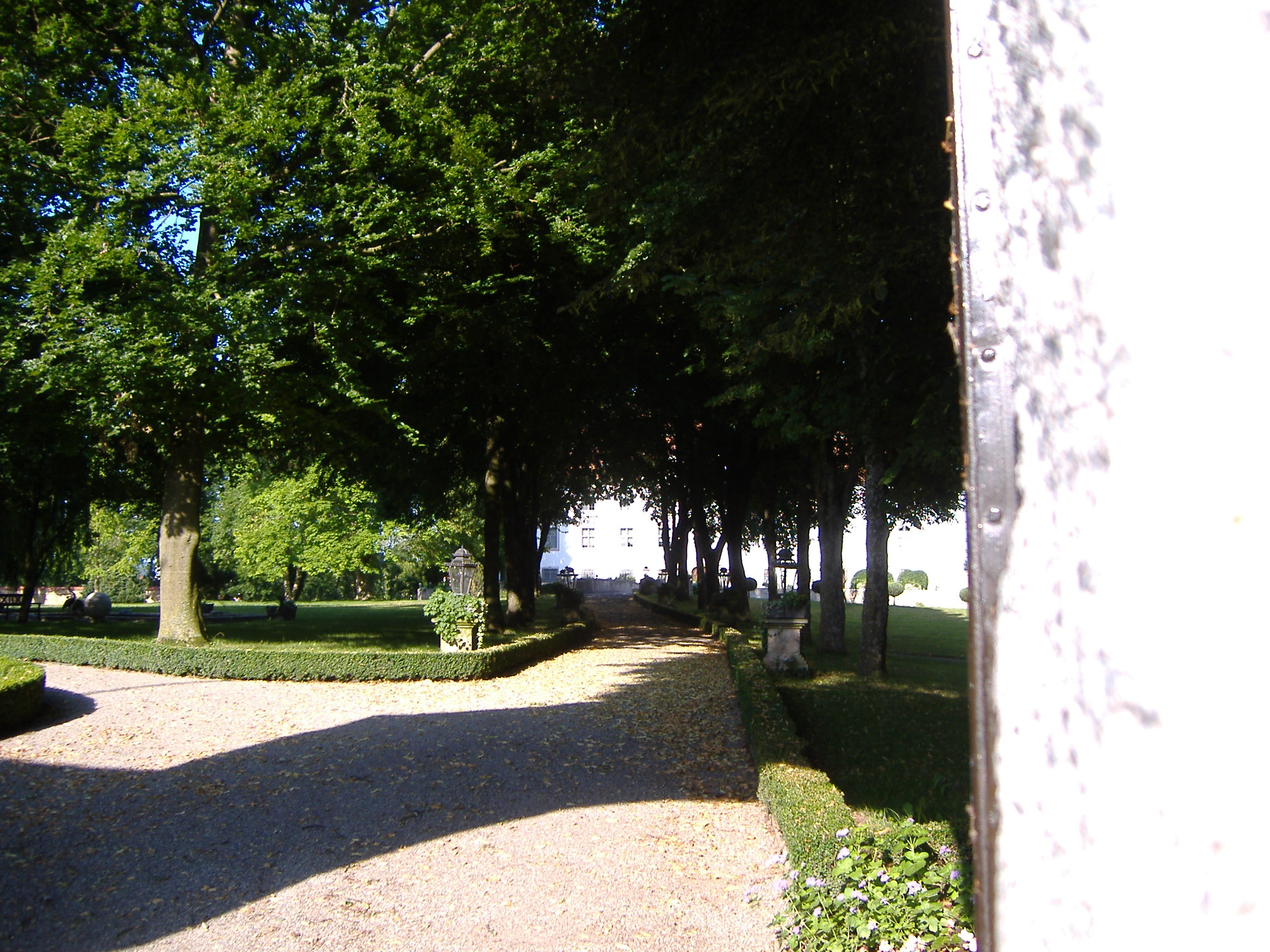
Blick in den Schlosspark durch das geöffnete Schlossportal
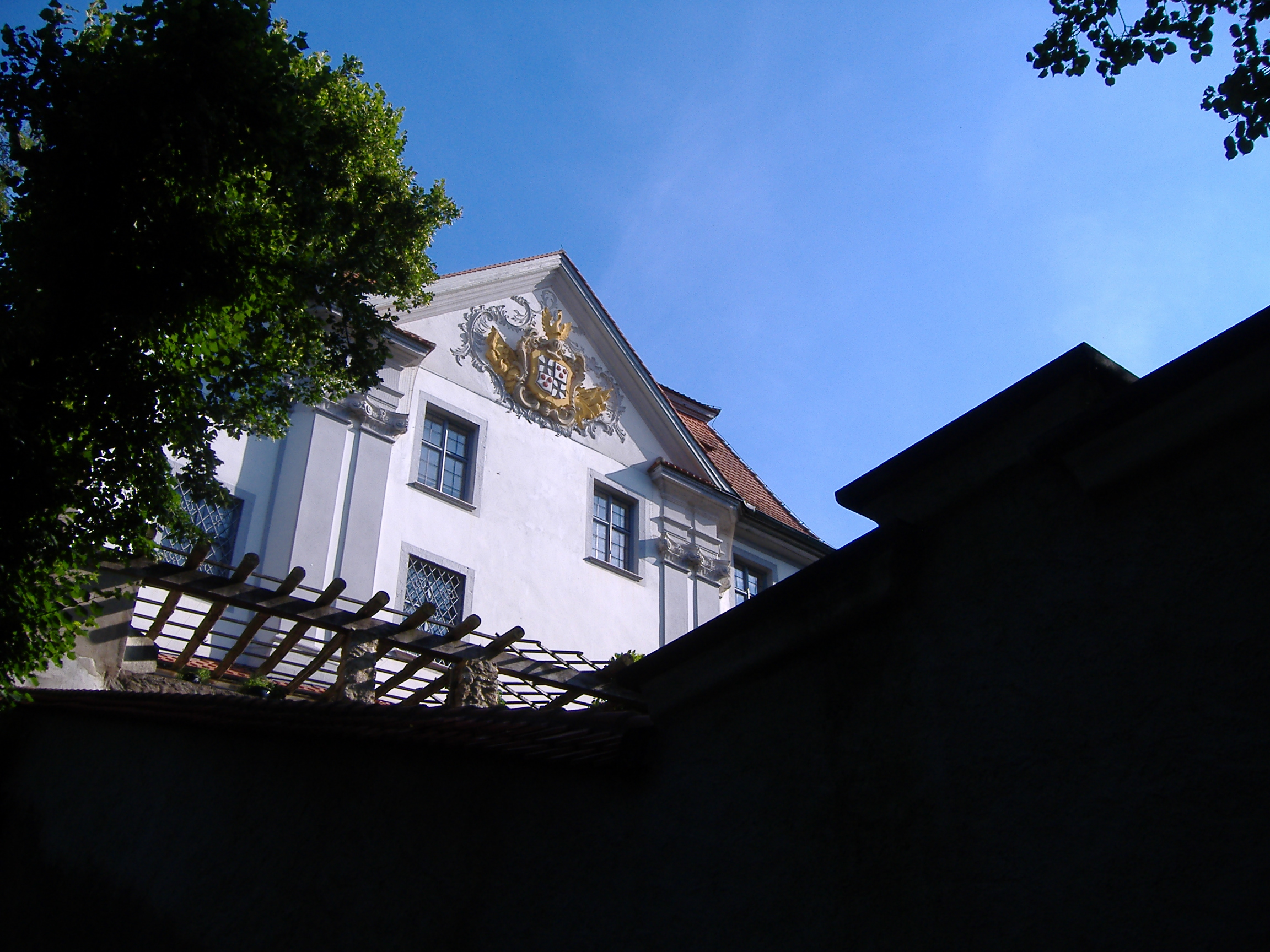
Südseite des Schlosses mit Wappen des Deutschordens